# Dries Engelen
Andreas (Dries) Engelen (Tegelen, 11 juni 1927 - Maastricht, 23 april 2021) was een Nederlands beeldhouwer en keramist.

## Leven en werk
Engelen ging als 13-jarige aan het werk bij de afdeling volkskunst van keramiekfabriek Russel-Tiglia in Tegelen. Hij bezocht de Middelbare Kunstnijverheidsschool in Maastricht. Na een aantal jaren in Indonesië volgde hij vervolgens de richting beeldhouwen aan de Jan van Eyck Academie, onder leiding van Oscar Jespers. In 1954 studeerde Engelen, samen met Frans Gast, Jacques Vonk en Riet Jager, met lof af. Engelen werkte veelal in opdracht van gemeenten en kerken. Naast kunstenaar was hij creatief therapeut (1957-1993) en docent beeldhouwen (1969-1987) aan de Stadsacademie.
Engelen sloot zich aan bij de federatie van B.B.K., de Algemene Katholieke Kunstenaarsvereniging, Scheppend Ambacht Limburg en de stichting Kunst & Cultuur Limburg. Ter gelegenheid van zijn 75e verjaardag werd in 2005 Engelenspel uitgebracht, een cassette met zes oblongboekjes waarin zijn levensverhaal wordt verteld.

## Werken (selectie)
- 1954 Beeld van Petrus, voor de mulo, Gulpen
- 1955 Gevelsteen met het wapen van Heer, raadhuis Heer
- ca. 1956 Gevelreliëfs openbare werken en vuursalamander, Scharn
- 1956 Mariabeeld voor de Heilige Drievuldigheidskerk (Heerlen)
- 1956 Kruiswegstaties en preekstoel voor de kapel van het Missiehuis (Cadier en Keer)
- 1958 Fries boven entree van de Sint-Guliëlmuskerk, Wittevrouwenveld, Maastricht
- 1958 Gevelsteen met Monulfus en Gondulfus aan de Klappergasse, Aken (geschenk van de gemeente Maastricht)
- 1962 Beeldengroep van drie voetballers voor 60-jarig MVV Maastricht
- 1963 Het bouwende gezin, Tegelen
- 1963-1965 Beeld fluitspeler, Weert
- 1966 Jongen op ezel, Geleen
- 1966 Lourdesbeeld voor de kapel van het Missiehuis, Cadier en Keer
- 1967? Ut menke, Wilhelminasingel, Weert
- 1969 Herdenkingsplaquette Tweede Wereldoorlog op een muurtje aan het Keizer Karelplein (Maastricht)
- 1970 Monument Wilhelmina, een gestileerde levensboom bij het Wilhelminaplein (Tegelen)
- 1972 Psy, voor het psychiatrisch ziekenhuis Vijverdal, Scharn
- 1973 Plaquette V&D, Vrijthof (Maastricht)
- 1999 't Umbelderke, Weert
- 2000 Pauw, Boschstraat, Maastricht
- 2000 Porta Clara / Poort van Holland, Zaltbommel
- Wegkruis Meerssenhoven, Maastricht

## Galerij

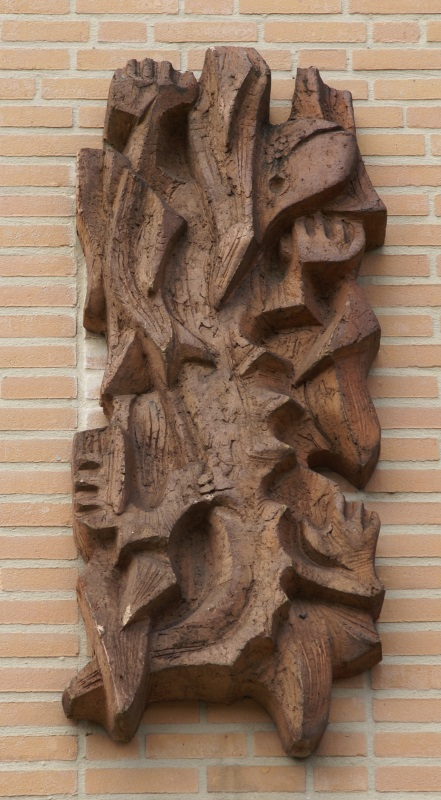
Vuursalamander (ca. 1956), Maastricht Scharn
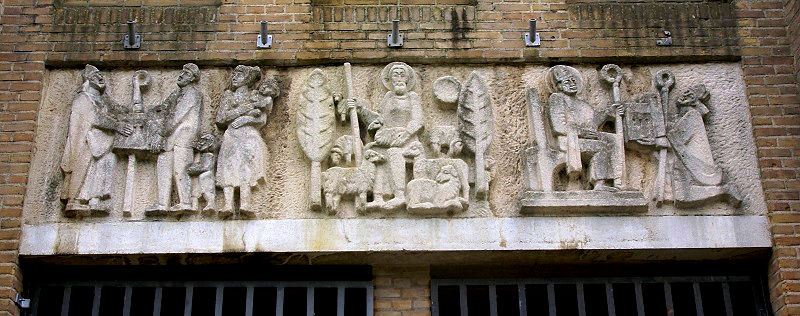
Fries Guilielmuskerk (1958), Maastricht Wittevrouwenveld
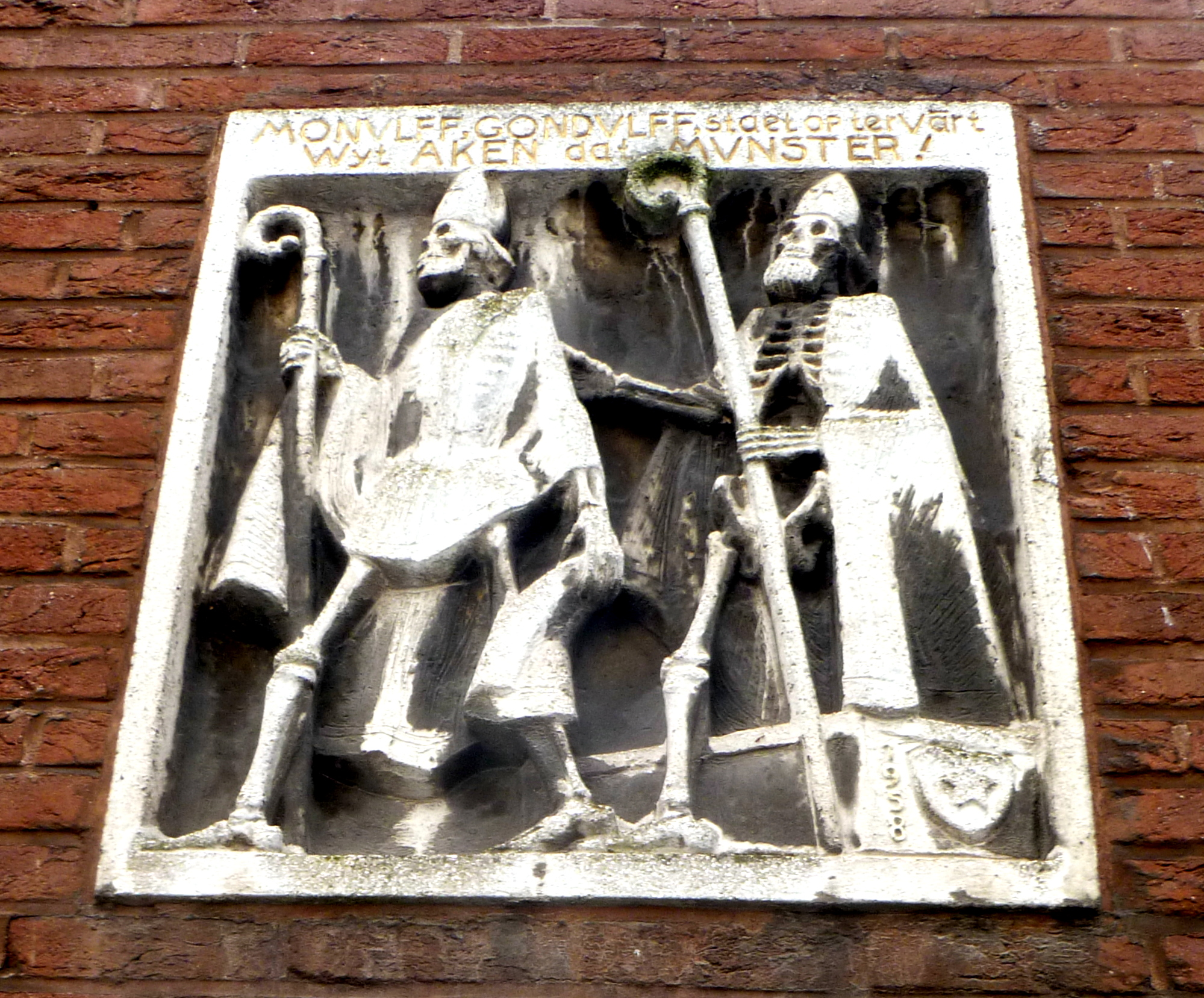
Gevelsteen met Monulphus en Gondulphus (1958), Aken
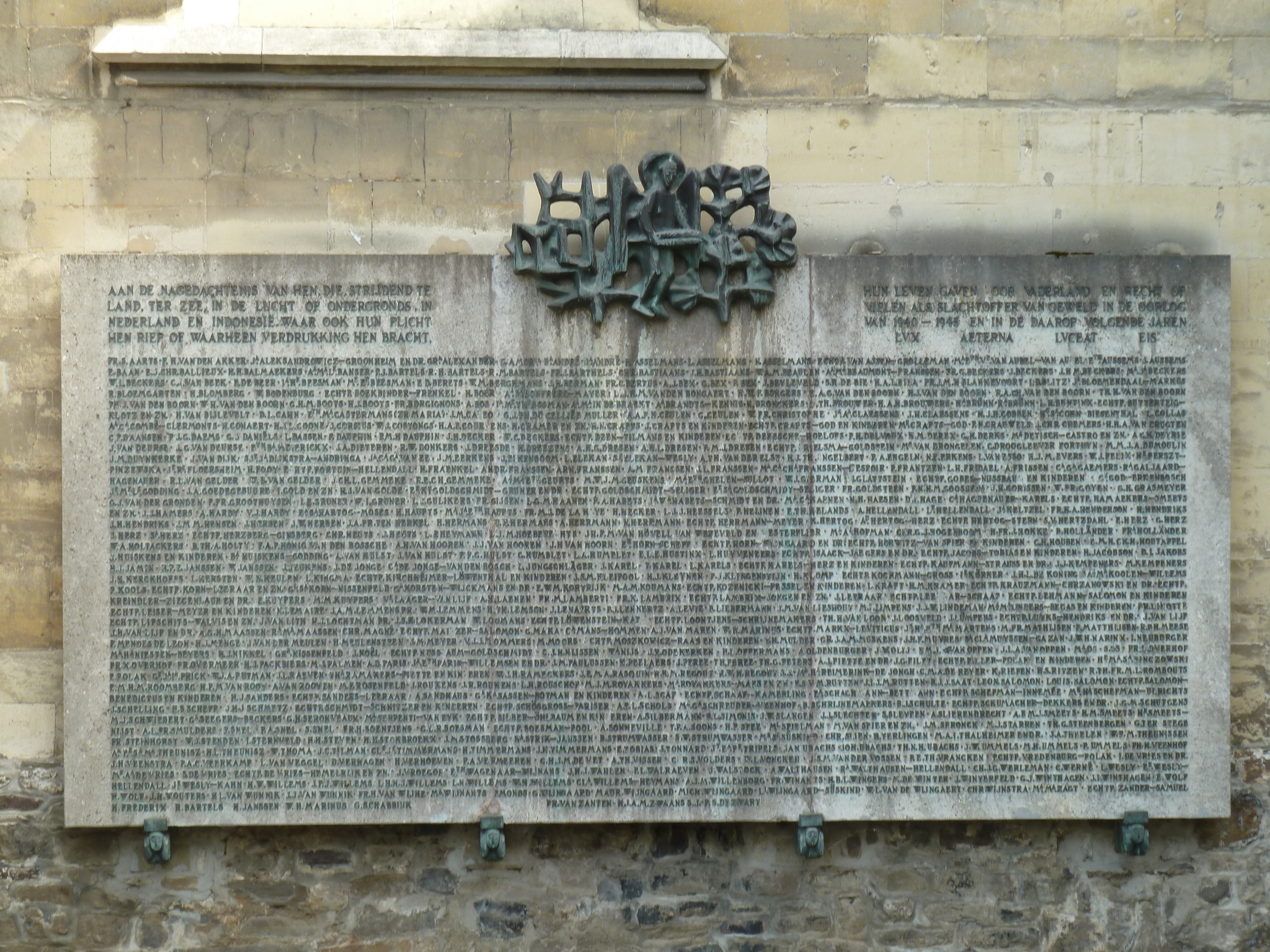
herdenkingsplaquette Servaaskerk (1969), Maastricht
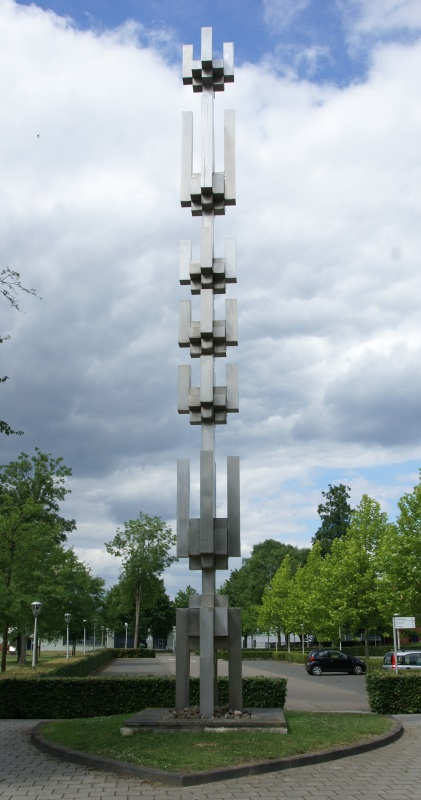
Psy (1972), Maastricht
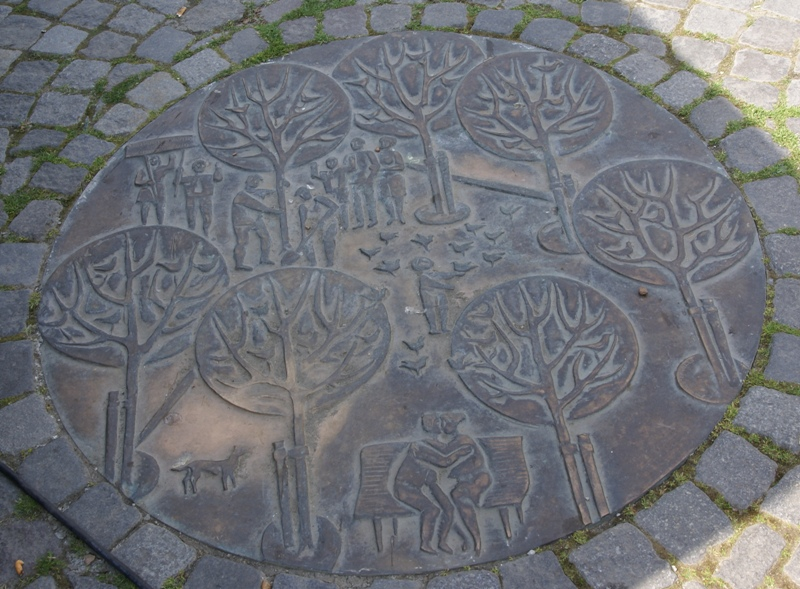
Bronzen plaquette in plaveisel van het Vrijthof (1973), Maastricht
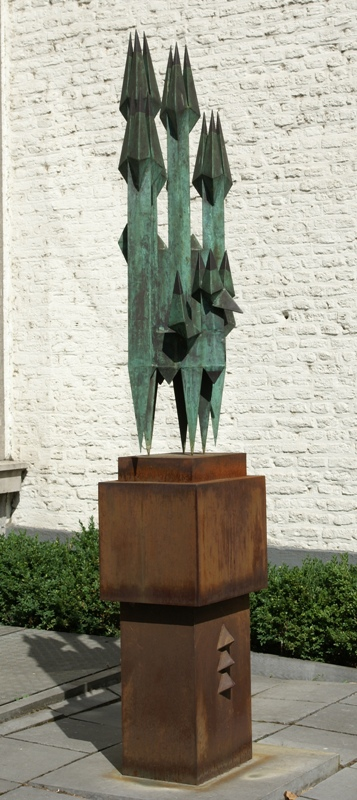
De pauw (2000), Maastricht

- Nederlandse Thesaurus van Auteursnamen: 105421561
- RKD-Nederlands Instituut voor Kunstgeschiedenis: 26286
- Virtual International Authority File: 291474990
- WorldCat: E39PBJqbhBxQjTcQfbgWvG3xXd